# Белуха, Евгений Дмитриевич
Евгений Дмитриевич Белуха  (20 июля 1889 года, Симферополь — 20 апреля 1943 года, Ленинград) — русский советский художник декоративно-прикладного искусства, график, иллюстратор.

## Биография
Евгений Дмитриевич Белуха родился 20 июля 1889 года в Симферополе.
В 1909-1910 годах учился в Петербургском политехническом институте (ЦГИА СПб ф.478 оп.3 д.549 личное дело студента 1909–1910). Учился  в  мастерской гравера В. В. Матэ (1911, Санкт-Петербург). В 1912–1913 года учился  в  Высшем художественном училище живописи, скульптуры и архитектуры при Императорской Академии художеств (ИАХ), потом, в 1918 году брал уроки у В. И. Шухаева.
Жил в Ленинграде, там же находился в годы Великой Отечественной войны. Скончался в Ленинграде 20 апреля 1943 года, похоронен на
"Литераторских мостках" Волковского кладбища.
В настоящее время произведения художника находятся в художественных музеях страны: Государственная Третьяковская галерея, Государственный музей изобразительных искусств им. А. С. Пушкина, Государственный литературный музей, Государственный Русский музей и в частных собраниях.

## Творчество
Первоначально Евгений Дмитриевич Белуха работал под псевдонимом Е. Нимич. Разносторонний мастер, он трудился в области станковой, книжной, прикладной графики; выполнял офорты, занимался литографией.
Его кисти принадлежат портреты, пейзажи, анималистические этюды и др. Художник  портреты-миниатюры (1921–1922), выполнял иллюстрации для журналов «Весь мир», «Огонек» (1911–1912), «Солнце России» (1913–1914); для «Красной газеты» (1918), «Петроградской правды» (1919–1920; включая заголовок), в 1920 -е годы на Государственном фарфоровом заводе расписывал фарфоровых изделия, выполнял экслибрисы.
В 1920–1930-х годах Евгений Дмитриевич занимался иллюстрированием книг издательств: Госиздат, «Прибой», Academia, Лениздат и др. Среди его работ — оформление книг: «Сказки» Р. Киплинга (1923), «Сказки южных славян» (1923), «Доктор Айболит» К. И. Чуковского (1924), «Страстная дружба» Г. Уэллса (1924), «Студенческие повести» Л. Н. Рахманова (1931), «В людях» А. М. Горького (1933), «Мул без узды» Пайен из Мезьера (1934), «Звезды смотрят вниз» А. Кронина (1937), «Ход жизни» Э. Даби (1939) и др.
В годы Великой Отечественной войны он исполнил плакаты: «Боец, отомсти немецким бандитам за страдания советских людей», серию  «Ленинград в дни войны» (1942–1943) и др.

## Выставки
Евгений Дмитриевич Белуха с 1918 года принимал участие в выставках:
- Общины художников (1921, 1922);
- Петроградских художников всех направлений (1923);
- Выставка оригинальных рисунков петроградских экслибрисов (1923);
- Русских книжных знаков (1926);
- «Графическое искусство в СССР. 1917–1928»;
- Юбилейная выставка изобразительных искусств (обе — 1927);
- «Художественный экслибрис» (1928);
- «Женщина до и после революции» (1930) в Петрограде (Ленинграде);
- «Русский книжный знак» в Казани (1923);
- Выставка «Художники РСФСР за XV лет» (1933);
- «Героический фронт и тыл» (1943) в Москве.

Был участником международных выставок:
- Книжная выставка во Флоренции (1922);
- Выставка художественно-декоративных искусств в Париже (1925);
- «Искусство книги» в Лейпциге и Нюрнберге (1927);
- «Современное книжное искусство на международной выставке прессы» в Кёльне (1928).

Персональная выставка художника состоялась в 1951 году в Ленинграде.

## Галерея

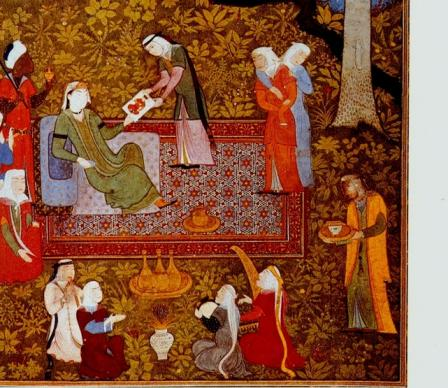
Белуха Е. Д. Миниатюра
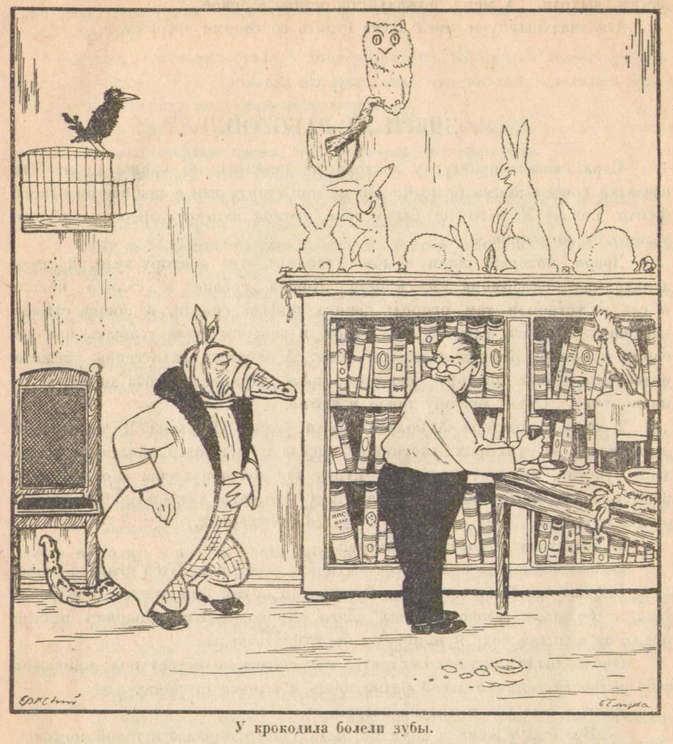
Доктор Айболит
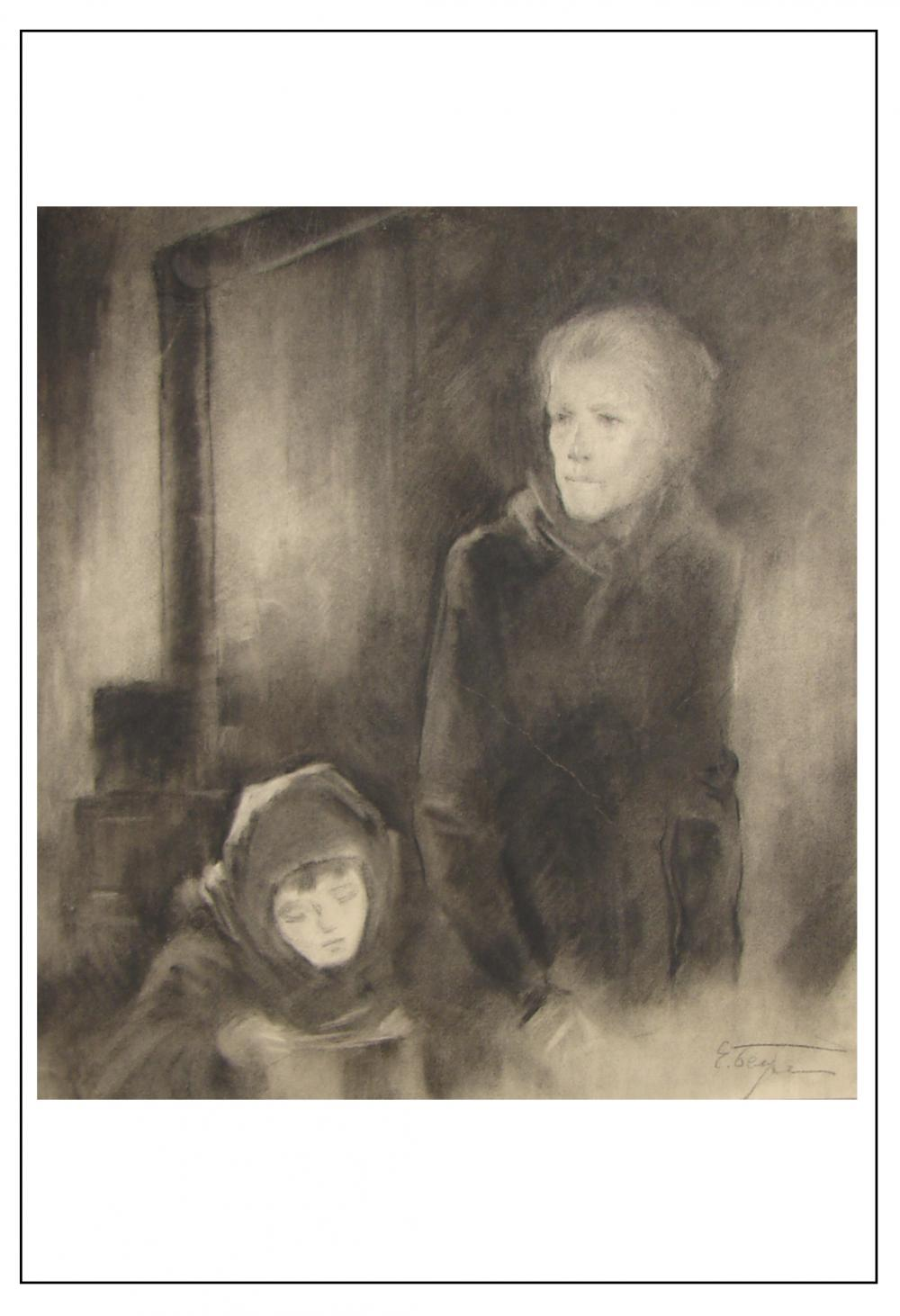
Голод
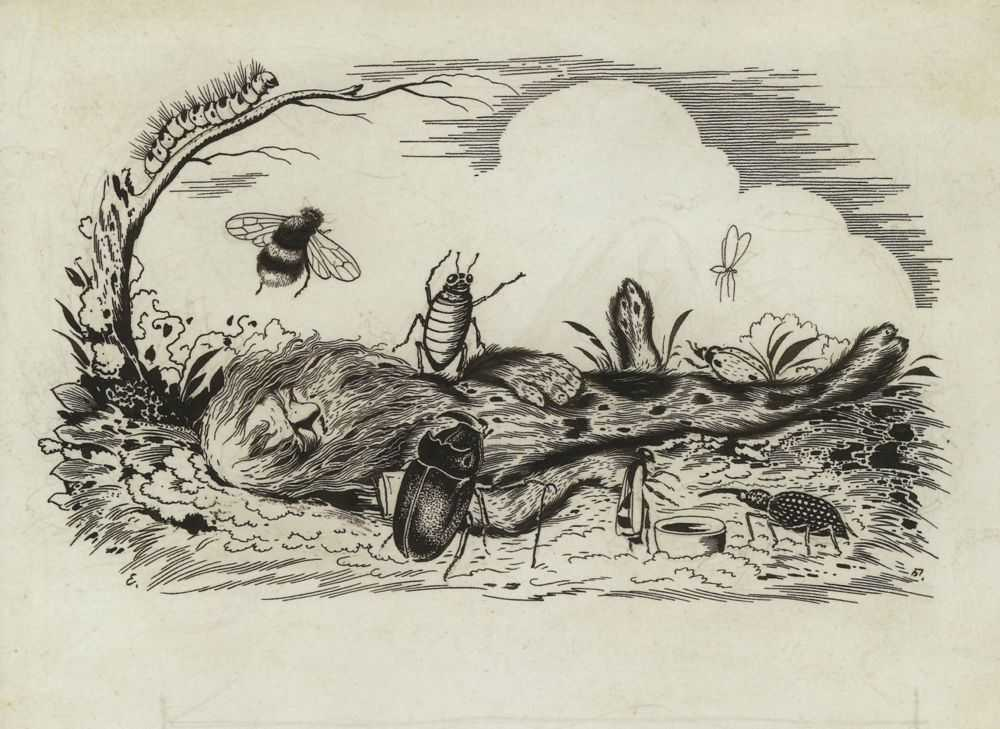
Дед болотный. Моховик
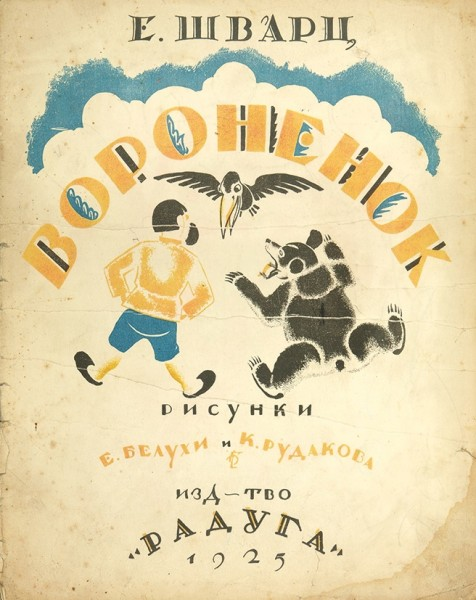
Вороненок